# Матеја Свет
Матеја Свет (Љубљана, 16. августа 1968) бивша је југословенска представница у алпском скијању.

## Биографија
Матеја је 1984. постала јуниорска светска првакиња у велеслалому и дебитовала је на Олимпијским играма 1984 у Сарајеву. У такмичењу за Светски куп 1985/86. остварила је прву женску југословенску победу у Светском купу. Било је то у Чехословачкој Јасни у велеслалому. Исте сезоне, и у истој дисциплини остварила је још једну победу у канадском Бромонту. Године 1987. је на Светском првенству у Кран-Монтани освојила три медаље: сребро у велеслалому и бронзе у слалому и супервелеслалому. Крајем исте године проглашена је за спортисту године у Југославији.
На Олимпијским играма у Калгарију 1988. је освојила сребро у слалому, док је у велеслалому била четврта. У Светском купу 1987/88. освојила је мали кристални глобус у велеслалому. На Светском првенству 1989. у Вејлу постала је светска првакиња у слалому, а након дисквалификације Францускиње Кристел Гињар у велеслалому је освојила бронзу, иако је завршила као четврта.
На крају сезоне Светског купа 1989/90. је након несугласица са Словеначким скијашким савезом окончала каријеру иако је имала само 22 године. Остварила је укупно 7 победа у Светском купу.

## Успеси

### Светски куп
- Најбољи резултат у генералном пласману: 6. место на 1987/88 и 1988/89
  - Победник у велеслалому на 1987/88.
  - 7 победа 1 у спусту и 6 у велеслалому
  - 22 победничка постоља

#### Пласмани по сезонама
- Светски куп 1983/84 :
  - Генерални пласман : 86. место
- Светски куп 1984/85 :
  - Генерални пласман : 31. место
- Светски куп 1985/86 :
  - Генерални пласман : 7. место
    - 2 победе у велеслалому Високе Татре и Бромонт
- Светски куп 1986/87 :
  - Генерални пласман : 7. место
- Светски куп 1987/88 :
  - Генерални пласман : 6. место
    - Победа у у светском купу у велеслалому
    - 2 победе у велеслалому Крањска Гора и Залбах
    - 1 победа у слалому Крањска Гора
- Светски куп 1988/89 :
  - Генерални пласман : 6. место
- Светски куп 1989/90 :
  - Генерални пласман : 7. место
    - 2 победе у велеслалому : Марибор и Везоназ